# Bernardinec
Bernardinec je pasma psov, ki ima zelo staro poreklo; njegove prednike so pred dvema tisočletjema pripeljali v Švico že Rimljani. Standard pasme je bil potrjen 2. junija 1887 in od takrat je bernardinec avtohtona švicarska pasma.
Ime bernardinec se je za pasmo začelo uporabljati šele leta 1865, ko se je v samostanu na prelazu Veliki Sveti Bernard začela čistopasemska vzreja. Že tedaj so menihi poznali dva tipa psov: kratkodlake, ki so jih uporabljali za delo (teptanje snega, prevoz mleka, iskanje pogrešanih ljudi) in dolgodlake, ki pa so bili za življenje v snegu manj primerni, ker se jim je sneg sprijemal v kepe na dlaki.  